# Коваленко Анатолій Федорович
Анато́лій Фе́дорович Ковале́нко (15 липня 1937 — 14 грудня 2000) — український науковець, лікар-стоматолог, доктор медичних наук (1983), професор (1985).

## Життєпис
Народився в селі Помічна, нині Новоукраїнського району Кіровоградської області.
Закінчив Первомайське медичне училище (1959) і Одеський медичний інститут (1963).
З 1963 року працював на різних посадах в Одеському медичному інституті: у 1984—1999 роках — завідувач кафедри, у 1999—2000 роках — професор кафедри ортопедичної стоматології, одночасно у 1984—1998 роках — декан стоматологічного факультету.
Помер в Одесі.